# Barátság nemzetközi hegyi túra Eisenach–Budapest
A Barátság nemzetközi hegyi túra Eisenach–Budapest  (német: Internationaler Bergwanderweg der Freundschaft Eisenach–Budapest, röviden EB-túra) egy hosszú távú túra, mely érinti Németország, Csehország, Lengyelország, Szlovákia és Magyarország területét. Hossza 2690 km.
A túra kiindulópontja Wartburg vára Eisenach mellett Thüringia tartományban. A Hohe Sonne vadászkastély és a Neuhaus am Rennweg közti szakasz a Rennsteig nevű hegygerincen át halad, majd a Thüringiai-palahegységen, az Érchegységen, Szász-Svájcon, a Szudétákon, a Beszkideken, a Kis-Fátrán, a Mátrán és a Bükkön át vezet Budapestre.

## Története

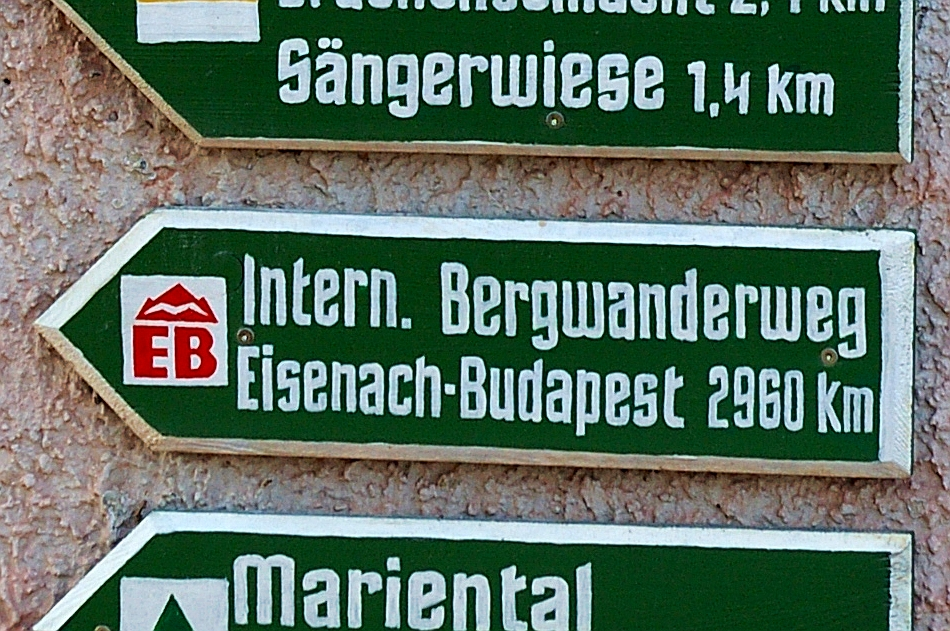
A túraútvonal kiindulópontja Wartburg várában (a táv hossza hibásan megadva)

1980 májusában került sor Eisenachban és a Marksuhlhoz tartozó Wilhelmsthalban a XIV. Nemzetközi Turistatalálkozóra (XIV. Internationale Touristentreffen der Freundschaft) Csehszlovákia és Lengyelország nagy delegációinak részvételével. Az eseményt az NDK Kulturális Szövetségének (Kulturbund) Gyalogtúra és Turisztikai szakosztálya (Fachgruppe Wandern und Touristik) szervezte, és ennek során felmerült egy a szocialista államok területeit érintő távolsági vándortúra létrehozásának ötlete. Később tervbe vették az útvonal Fekete-tengerig való meghosszabbítását is, hogy Románia és Bulgária területén is haladjon az útvonal.
A hegyi turistautat 1983. május 28-án ünnepélyes keretek között nyitották meg Wartburg várában. A Kultúrszövetség elnökének és a vár igazgatójának beszéde után a résztvevők közösen tették meg a túra útvonalának első szakaszát a Großer Inselsberg hegyig. A premieren a cseh Československý svaz tělesné výchovy (ČSTV), a lengyel Polskie Towarzystwo Turystyczno-Krajoznawcze (PTTK) szervezetek és a Magyar Természetbarát Szövetség (MTSZ) számos tagja is részt vett. 1983 októberében az útvonal magyarországi szakaszát is megnyitották Budapesten.
1989-ig az Eisenach–Budapest hegyi túra volt az egyetlen határokon átívelő távolsági túraútvonal, mely az NDK, Lengyelország, Csehszlovákia és Magyarország területét is érintette. Bulgáriában a Kom-Emine hegyi túrával létrehoztak egy hasonló projektet, de politikai okokból ez nem csatlakozott a szomszédos országokhoz.
Elsőként egy erfurti vándor, Wolfgang Buchenau teljesítette az egész távot 1987 nyarán, ráadásul ezt megszakítások nélkül, 74 nap alatt vitte végbe.
A vasfüggöny lehullásával az Eisenach–Budapest vándorútvonalat az európai E3 Nemzetközi túraútvonalba integrálták, de Thüringiában és Szászországban megtartották az eredeti kitáblázását az EB-logóval. Emiatt Németországban még mindig nagy ismertségnek örvend. Keletebbre lecserélték azt az E3 logójával, így itt már kevésbé tartják számon.

## Érintett hegységek, területek
- Wartburg (kiindulópont)
- Rennsteig-hegygerinc
- Thüringiai-palahegység
- Vogtland
- Érchegység
- Szász-Svájc
- Luzsicei-hegység
- Jeschken-hegység
- Jizera-hegység
- Bober-Katzbach-hegység

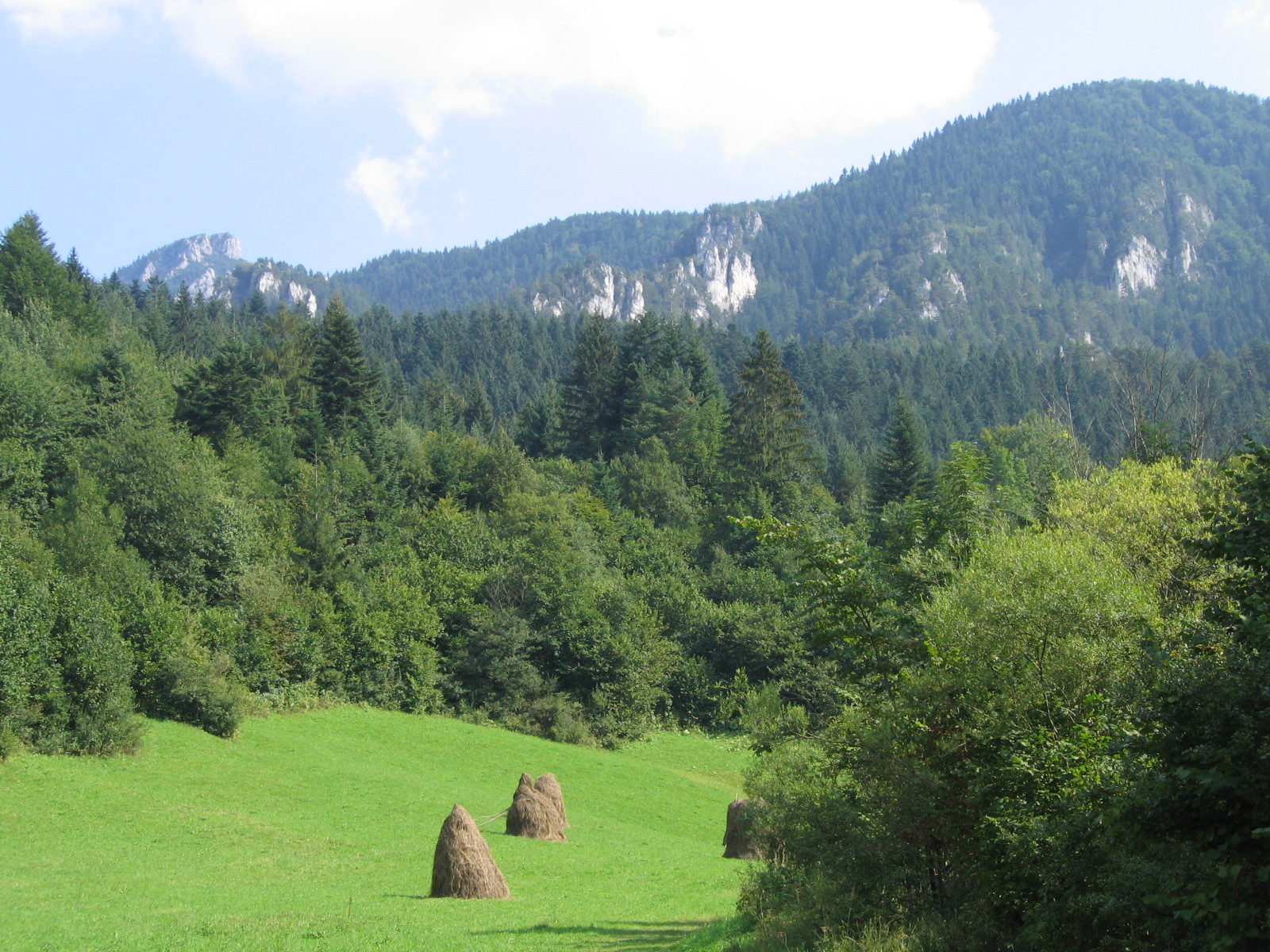
Kis-Fátra

- Śnieżnika-hegység (Glatzi-hegység)
- Jeszenik-hegység
- Beszkidek
- Kis-Fátra
- Mátra
- Bükk
- Budapest

## Fordítás
- Ez a szócikk részben vagy egészben  az   Internationaler Bergwanderweg der Freundschaft Eisenach–Budapest című német Wikipédia-szócikk ezen változatának fordításán alapul.  Az eredeti cikk szerkesztőit annak laptörténete sorolja fel. Ez a jelzés csupán a megfogalmazás eredetét és a szerzői jogokat jelzi, nem szolgál a cikkben szereplő információk forrásmegjelöléseként.

## Linkek
- Openstreetmap-térkép
- Bert Winkler honlapja: a német szakasz magasságai, az ellenőrzőpontok listája, szükséges vándortérképek stb.
- információk a Fernwege.de oldalon Archiválva 2017. január 12-i dátummal a Wayback Machine-ben